# Люсінда Фредерікс
Люсінда Фредерікс  (англ. Lucinda Fredericks; нар. 28 вересня 1965, Зомба, Малаві) — австралійська вершниця, олімпійська медалістка.
Люсінда змінила громадянство з британського на австралійське після шлюбу з австралійським вершником Клейтоном Фредеріксом у 2000 році.

## Виступи на Олімпіадах
| Олімпіада  | Дисципліна           | Місце |
| ---------- | -------------------- | ----- |
| Пекін 2008 | триборство, особисті | 26    |
| Пекін 2008 | триборство, командні | 2     |